# جو جکسون
جو جکسون (انگلیسی: Joe Jackson; ۱۲ ژوئیهٔ ۱۹۰۲ – ۱۷ فوریهٔ ۱۹۷۵) پلیس، و وکیل اهل بریتانیا بود. سر ریچارد جکسون در اوت ۱۹۵۳ به عنوان مشاور کمیسر بخش سی پلیس بریتانیا منصوب شد و از ۱۹۵۷ یکی از اعضای هیئت رئیسه پلیس بین‌الملل بود تا اینکه از سال ۱۹۶۰ تا ۱۹۶۳ به دبیر کلی اینترپل منصوب گردید و نشان امپراتوری بریتانیا را دریافت کرد.